# Wynton Marsalis
Wynton Learson Marsalis, född 18 oktober 1961 i New Orleans, Louisiana, är en amerikansk trumpetare och kompositör som utmärkt sig som en av de främsta nutida uttolkarna både inom klassisk musik och jazz.[källa behövs]
Marsalis ser sig själv först och främst som en jazztrumpetare som råkar kunna spela Haydn. Han har för sin musik belönats med bland annat nio Grammy Awards och ett Pulitzerpris.
Han är son till jazzpianisten Ellis Marsalis Jr. och bror till saxofonisten Branford Marsalis.

## Diskografi
Album
- 1980 – All American Hero
- 1980 – Wynton
- 1981 – Wynton Marsalis
- 1983 – Think of One
- 1984 – Hot House Flowers
- 1984 – English Chamber Orchestra
- 1985 – Black Codes (From the Underground)
- 1985 – Baroque Music: Wynton Marsalis, Edita Gruberova, Raymond Leppard & the English Chamber
- 1985 – J Mood
- 1986 – Marsalis Standard Time, Vol. 1
- 1986 – Live at Blues Alley
- 1986 – Tomasi/Jolivet: Trumpet Concertos
- 1987 – Standard Time, Vol. 2: Intimacy Calling
- 1987 – Carnaval
- 1988 – The Majesty of the Blues
- 1988 – Baroque Music for Trumpets
- 1988 – Levee Low Moan: Soul Gestures in Southern Blue, Vol. 3
- 1988 – Thick in the South: Soul Gestures in Southern Blue, Vol. 1
- 1988 – Uptown Ruler: Soul Gestures in Southern Blue, Vol. 2
- 1989 – Crescent City Christmas Card
- 1989 – Quiet City
- 1990 – Portrait of Wynton Marsalis
- 1990 – 24
- 1990 – Trumpet Concertos
- 1990 – Standard Time, Vol. 3: The Resolution of Romance
- 1990 – Tune in Tommorrow (soundtrack)
- 1991 – Blue Interlude
- 1992 – In This House, On This Morning
- 1992 – Citi Movement
- 1993 – Hot Licks: Gypsy
- 1993 – On the Twentieth Century
- 1994 – Joe Cool's Blues
- 1994 – Live in Swing Town
- 1995 – Blakey's Messengers, Vol. 1
- 1995 – Blakey's Messengers, Vol. 2
- 1995 – Blakey's Theme
- 1996 – Live at Bubba's
- 1996 – In Gabriel's Garden
- 1996 – Jump Start and Jazz
- 1998 – Standard Time, Vol. 5: The Midnight Blues
- 1998 – One by One
- 1998 – Lincoln Center Jazz Orchestra: Live in Swing City
- 1999 – Standard Time, Vol. 4: Marsalis Plays Monk
- 1999 – At the Octoroon Balls: String Quartet No. 1
- 1999 – Fiddler's Tale
- 1999 – Big Train
- 1999 – Sweet Release and Ghost Story
- 1999 – Standard Time, Vol. 6: Mr. Jelly Lord
- 1999 – Los Elefantes
- 1999 – Reeltime
- 1999 – The Marciac Suite
- 2000 – Immortal Concerts: Jody
- 2000 – The London Concert: Haydn/Hummel/Mozart/Fasch
- 2000 – Goin' Down Home
- 2002 – Angel Eyes
- 2002 – All Rise
- 2004 – The Magic Hour
- 2004 – Unforgivable Blackness: The Rise and Fall of Jack Johnson
- 2005 – Live at the House of Tribes
- 2007 – From the Plantation to the Penitentiary